# Ernestus (Lennestadt)
Ernestus ist ein Ortsteil von Lennestadt im Kreis Olpe in Nordrhein-Westfalen und liegt an einer schmalen Straße, welche die Orte Burbecke und Halberbracht verbindet. Bis zur Gründung von Lennestadt im Jahr 1969 gehörte Ernestus zur Gemeinde Elspe.

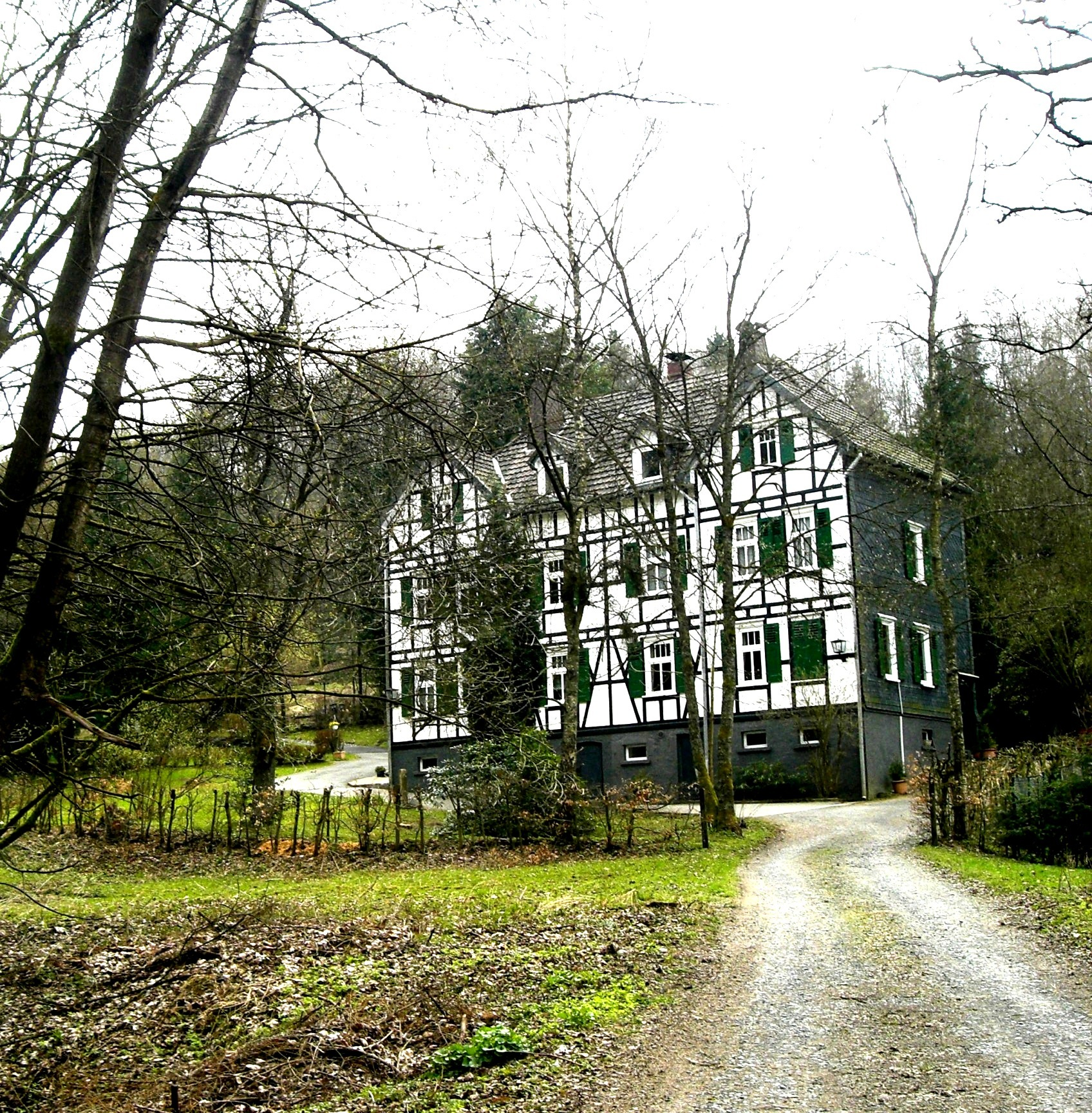
Fachwerkhaus in Ernestus

Die Entstehung des Ortes steht im Zusammenhang mit der Erschließung des Habbeckegrundes für den Bergbau um Halberbracht und Meggen in der zweiten Hälfte des 19. Jahrhunderts. Das Bergwerksfeld Ernestus wurde durch das Bergamt Siegen im Oktober 1854 auf Eisenerz und Schwefelkies an Jacob Simmersbach aus Altenhundem verliehen. Dabei war der Muter (Eigentümer bzw. Verleiher) verpflichtet, dem Bergwerk einen Namen zu geben. Worauf die Auswahl des Namens Ernestus beruht, ist nicht bekannt.
Nachdem anfangs im Raum Halberbracht im Tagebau abgebaut wurde, ist im Jahr 1861 der Ernestusschacht abgeteuft (niedergebracht) worden. Damit begann in Ernestus mit dem Abbau "unter Tage" eine neue Entwicklungsstufe im Bergbau (s. auch Halberbracht#Bergbau).
Im gleichen Jahr wurde die Eisenbahnstrecke Ruhr-Sieg-Bahn (verband die Städte Hagen, Altenhundem und Siegen) fertiggestellt, die wesentlich zu dem wirtschaftlichen Aufschwung in diesem Raum beitrug. Im Eröffnungsjahr gehörte Ernestus der englischen Gesellschaft Sigena Sulphur Mining Co. LtD, London, an. Nach verschiedenen Besitzerwechseln übernahm das Grubenfeld schließlich die Sachtleben-Gruppe. (Siehe auch: Halberbracht#Bergbau)
Mit dem Schrumpfen des Bergbaus, der schließlich im Jahr 1992 zur völligen Schließung führte, verringerte sich auch die Einwohnerzahl von Ernestus. Während der Ort im Jahr 1939 noch 63 Einwohner zählte, waren es Ende Juni 2020 nur noch 10. Das ehemalige Zechengelände wird derzeit von dem Verein Hundefreunde Südsauerland e. V. als Hundeübungsplatz genutzt.

## Eingemeindung
Bis zum 30. Juni 1969 gehörte Ernestus zur Gemeinde Elspe, wurde dann zum 1. Juli 1969 in die neue Stadt Lennestadt eingegliedert.